# وزیر بهداشت، درمان و آموزش پزشکی
وزیر بهداشت، درمان و آموزش پزشکی وزیر وزارت بهداشت، درمان و آموزش پزشکی دولت ایران است.

## مشروطه
| وزیر صحیه و امور خیریه                  | رئیس‌الوزراء (نخست‌وزیر)       | تاریخ آغاز تصدی |
| علی‌اصغر مؤدب‌الدوله (علی‌اصغر مؤدب نفیسی) | سید ضیاءالدین طباطبایی       | ۵ اسفند ۱۲۹۹    |
| علی‌اصغر مؤدب‌الدوله (علی‌اصغر مؤدب نفیسی) | سید ضیاءالدین طباطبایی       | ۴ خرداد ۱۳۰۰    |
| محمدحسن حکیم‌الدوله (محمدحسن لقمان ادهم) | احمد قوام‌السلطنه (احمد قوام) | ۱۴ خرداد ۱۳۰۰   |

انحلال «وزارت صحیه و امور خیریه» و تبدیل آن به «ادارهٔ کل صحیهٔ مملکتی» زیر نظر وزارت داخله (کشور)
| وزیر بهداری                     | نخست‌وزیر            | تاریخ آغاز تصدی  |
| اسماعیل مرآت                    | محمدعلی فروغی       | ۳۰ شهریور ۱۳۲۰   |
| باقر کاظمی                      | محمدعلی فروغی       | ۱۳ آذر ۱۳۲۰      |
| علی‌اصغر حکمت                    | محمدعلی فروغی       | ۱۱ اسفند ۱۳۲۰    |
| علی‌اصغر حکمت                    | علی سهیلی           | ۱۸ اسفند ۱۳۲۰    |
| اسماعیل مرزبان                  | احمد قوام           | ۱۸ مرداد ۱۳۲۱    |
| نصرالله انتظام                  | احمد قوام           | ۱ بهمن ۱۳۲۱      |
| امان‌الله اردلان                 | علی سهیلی           | ۲۸ بهمن ۱۳۲۱     |
| قاسم غنی                        | محمد ساعد           | ۸ فروردین ۱۳۲۳   |
| سعید مالک (لقمان‌الملک)          | محمد ساعد           | ۱۷ فروردین ۱۳۲۳  |
| منوچهر اقبال (کفیل)             | محمد ساعد           | ۱۵ شهریور ۱۳۲۳   |
| سعید مالک                       | مرتضی‌قلی بیات       | ۵ آذر ۱۳۲۳       |
| اسماعیل مرزبان                  | ابراهیم حکیمی       | ۱۲ اردیبهشت ۱۳۲۴ |
| سعید مالک                       | محسن صدر            | ۲۶ تیر ۱۳۲۴      |
| سعید مالک                       | ابراهیم حکیمی       | ۱۳ آبان ۱۳۲۴     |
| منوچهر اقبال                    | احمد قوام           | ۲۵ بهمن ۱۳۲۴     |
| مرتضی یزدی                      | احمد قوام           | ۱۰ مرداد ۱۳۲۵    |
| منوچهر اقبال                    | احمد قوام           | ۲۲ شهریور ۱۳۲۶   |
| سعید مالک                       | ابراهیم حکیمی       | ۶ دی ۱۳۲۶        |
| عباس لقمان ادهم (اعلم‌الملک)     | عبدالحسین هژیر      | ۱ تیر ۱۳۲۷       |
| امیر خان امیراعلم               | محمد ساعد           | ۲۵ آبان ۱۳۲۷     |
| عباس لقمان ادهم                 | محمد ساعد           | ۱۶ اسفند ۱۳۲۸    |
| محمدعلی وارسته                  | علی منصور           | ۱۴ فروردین ۱۳۲۹  |
| جهانشاه صالح                    | سپهبد حاج‌علی رزم‌آرا | ۶ تیر ۱۳۲۹       |
| عباس مؤدب نفیسی (کفیل)          | حسین علاء           | ۱۶ اسفند ۱۳۲۹    |
| محمدحسن لقمان ادهم (حکیم‌الدوله) | محمد مصدق           | ۱۲ اردیبهشت ۱۳۳۰ |
| محمدعلی ملکی یزدی               | محمد مصدق           | ۱۱ مهر ۱۳۳۰      |
| عباسقلی گلشائیان                | احمد قوام           | ۲۷ تیر ۱۳۳۱      |
| صبار فرمانفرماییان              | محمد مصدق           | ۴ مرداد ۱۳۳۱     |
| محمدعلی ملکی یزدی               | محمد مصدق           | ۱۸ تیر ۱۳۳۲      |
| جهانشاه صالح                    | فضل‌الله زاهدی       | ۲۸ مرداد ۱۳۳۲    |
| جهانشاه صالح                    | فضل‌الله زاهدی       | ۲ اردیبهشت ۱۳۳۳  |
| جهانشاه صالح                    | حسین علاء           | ۱۷ فروردین ۱۳۳۴  |
| جهانشاه صالح                    | حسین علاء           | ۲۳ خرداد ۱۳۳۵    |
| عبدالحسین راجی                  | منوچهر اقبال        | ۱۵ فروردین ۱۳۳۶  |
| جهانشاه صالح                    | منوچهر اقبال        | ۲۹ اسفند ۱۳۳۸    |
| جهانشاه صالح                    | جعفر شریف‌امامی      | ۹ شهریور ۱۳۳۹    |
| جواد آشتیانی                    | جعفر شریف‌امامی      | ۲۰ اسفند ۱۳۳۹    |
| عبدالحسین طبا (سمت را نپذیرفت)  | علی امینی           | ۱۶ اردیبهشت ۱۳۴۰ |
| ابراهیم ریاحی                   | علی امینی           | ۱۳ خرداد ۱۳۴۰    |
| ابراهیم ریاحی                   | امیراسدالله علم     | ۲۸ تیر ۱۳۴۱      |
| ابراهیم ریاحی                   | امیراسدالله علم     | ۳۰ بهمن ۱۳۴۱     |
| ابراهیم ریاحی                   | امیراسدالله علم     | ۳۰ مهر ۱۳۴۲      |
| جمشید آموزگار                   | حسنعلی منصور        | ۱۷ اسفند ۱۳۴۲    |
| جمشید آموزگار                   | امیرعباس هویدا      | ۷ بهمن ۱۳۴۳      |
| منوچهر شاهقلی                   | امیرعباس هویدا      | ۱۴ اردیبهشت ۱۳۴۴ |
| انوشیروان پویان                 | امیرعباس هویدا      | ۱۳۵۲             |

در ۱۶ تیر ۱۳۵۵ با ادغام «وزارت رفاه اجتماعی» و «وزارت بهداری»، «وزارت بهداری و بهزیستی» تشکیل گردید.
| وزیر بهداری و بهزیستی    | نخست‌وزیر              | تاریخ آغاز تصدی |
| شجاع‌الدین شیخ‌الاسلام‌زاده | امیرعباس هویدا        | ۱۶ تیر ۱۳۵۵     |
| شجاع‌الدین شیخ‌الاسلام‌زاده | جمشید آموزگار         | ۲۷ مرداد ۱۳۵۶   |
| نصرالله مقتدر مژدهی      | جعفر شریف‌امامی        | ۵ شهریور ۱۳۵۷   |
| محمدحسن مرشد             | ارتشبد غلامرضا ازهاری | ۱۵ آبان ۱۳۵۷    |
| منوچهر رزم‌آرا            | شاپور بختیار          | ۱۷ دی ۱۳۵۷      |

در ۱۰ اسفند ۱۳۵۹ با توجه به تشکیل «سازمان بهزیستی»، نام «وزارت بهداری و بهزیستی» به «وزارت بهداری» تغییر یافت.
در ۱۶ بهمن ۱۳۶۳ «سازمان بهزیستی» به «وزارت بهداری» ملحق شد و این وزارتخانه دوباره «وزارت بهداری و بهزیستی» نام گرفت.
در ۹ مهر ۱۳۶۴ «وزارت بهداری و بهزیستی» منحل شد و «وزارت بهداشت، درمان و آموزش پزشکی» کلیهٔ وظایف، اختیارات، امکانات، کارکنان، دارایی‌ها، اعتبارات و تعهدات آن را بر عهده گرفت.

## جمهوری اسلامی
| ر.                               | نام           | نام                                | نگاره                 | آغاز تصدی                    | پایان تصدی     | دولت              | رئیس دولت     | م.          |
| -------------------------------- | ------------- | ---------------------------------- | --------------------- | ---------------------------- | -------------- | ----------------- | ------------- | ----------- |
| وزیر بهداری و بهزیستی            |               |                                    |                       |                              |                |                   |               |             |
| ۳۰                               |               | کاظم سامی (۱۳۶۷–۱۳۱۴)              |                       | ۲۴ بهمن ۱۳۵۷                 | ۶ آبان ۱۳۵۸    | موقت              | بازرگان       | [ ۱ ] [ ۲ ] |
| –                                |               | کاظم یزدی (۱۴۰۱–۱۳۰۹)              |                       | ۱۳ آبان ۱۳۵۸                 | ۱۵ آبان ۱۳۵۸   | موقت              | بازرگان       |             |
| ۳۱                               |               | موسی زرگر (۱۳۹۸–۱۳۱۴)              |                       | ۲۶ آبان ۱۳۵۸                 | ۱۳۵۹           | موقت شورای انقلاب | بهشتی         | [ ۳ ]       |
| ۳۱                               | بنی‌صدر        | موسی زرگر (۱۳۹۸–۱۳۱۴)              |                       | ۲۶ آبان ۱۳۵۸                 | ۱۳۵۹           | موقت شورای انقلاب |               | [ ۳ ]       |
| –                                |               | ایرج فاضل (زادهٔ ۱۳۱۸)              |                       | ۱۳۵۹                         | ۱۹ شهریور ۱۳۵۹ | موقت شورای انقلاب | [ ۴ ]         |             |
| ۳۲                               |               | هادی منافی (زادهٔ ۱۳۲۰)             |                       | ۱۹ شهریور ۱۳۵۹               | ۱۰ اسفند ۱۳۵۹  | نخست              | رجایی         | [ ۵ ]       |
| وزیر بهداری                      |               |                                    |                       |                              |                |                   |               |             |
| (۳۲)                             |               | هادی منافی (زادهٔ ۱۳۲۰)             |                       | ۱۰ اسفند ۱۳۵۹                | ۲۳ مرداد ۱۳۶۳  | نخست              | رجایی         |             |
| (۳۲)                             | دوم           | هادی منافی (زادهٔ ۱۳۲۰)             | باهنر                 | ۱۰ اسفند ۱۳۵۹                | ۲۳ مرداد ۱۳۶۳  | [ ۶ ]             |               |             |
| (۳۲)                             | موقت          | هادی منافی (زادهٔ ۱۳۲۰)             | مهدوی کنی             | ۱۰ اسفند ۱۳۵۹                | ۲۳ مرداد ۱۳۶۳  | [ ۷ ]             |               |             |
| (۳۲)                             | سوم           | هادی منافی (زادهٔ ۱۳۲۰)             | موسوی                 | ۱۰ اسفند ۱۳۵۹                | ۲۳ مرداد ۱۳۶۳  | [ ۸ ]             |               |             |
| ۳۳                               | سوم           |                                    | موسوی                 | سید علیرضا مرندی (زادهٔ ۱۳۱۸) |                | ۲۵ مرداد ۱۳۶۳     | ۲۹ مرداد ۱۳۶۳ | [ ۹ ]       |
| ۳۳                               | سوم           | ۲۹ مرداد ۱۳۶۳                      | موسوی                 | سید علیرضا مرندی (زادهٔ ۱۳۱۸) | ۶ آبان ۱۳۶۴    | [ ۱۰ ]            |               |             |
| وزیر بهداشت، درمان و آموزش پزشکی |               |                                    |                       |                              |                |                   |               |             |
| (۳۳)                             |               | سید علیرضا مرندی (زادهٔ ۱۳۱۸)       |                       | ۶ آبان ۱۳۶۴                  | ۷ شهریور ۱۳۶۸  | چهارم             | موسوی         | [ ۱۱ ]      |
| (۳۳)                             |               | سید علیرضا مرندی (زادهٔ ۱۳۱۸)       |                       | ۶ آبان ۱۳۶۴                  | ۷ شهریور ۱۳۶۸  | چهارم             | موسوی         | [ ۱۱ ]      |
| ۳۴                               |               | ایرج فاضل (زادهٔ ۱۳۱۸)              |                       | ۷ شهریور ۱۳۶۸                | ۲۳ دی ۱۳۶۹     | پنجم              | هاشمی         | [ ۱۲ ]      |
| ۳۵                               |               | رضا ملک‌زاده (زادهٔ ۱۳۳۰)            |                       | ۲۴ دی ۱۳۶۹                   | ۱۴ اسفند ۱۳۶۹  | پنجم              | هاشمی         | [ ۹ ]       |
| ۳۵                               | ۱۴ اسفند ۱۳۶۹ | رضا ملک‌زاده (زادهٔ ۱۳۳۰)            | ۲۵ مرداد ۱۳۷۲         | [ ۱۳ ]                       |                | پنجم              | هاشمی         |             |
| (۳۳)                             |               | سید علیرضا مرندی (زادهٔ ۱۳۱۸)       |                       | ۲۵ مرداد ۱۳۷۲                | ۲۹ مرداد ۱۳۷۶  | ششم               | هاشمی         | [ ۱۴ ]      |
| ۳۶                               |               | محمد فرهادی (زادهٔ ۱۳۲۸)            |                       | ۲۹ مرداد ۱۳۷۶                | ۳۱ مرداد ۱۳۸۰  | هفتم              | خاتمی         | [ ۱۵ ]      |
| ۳۷                               |               | مسعود پزشکیان (زادهٔ ۱۳۳۳)          |                       | ۳۱ مرداد ۱۳۸۰                | ۲ شهریور ۱۳۸۴  | هشتم              | خاتمی         | [ ۱۶ ]      |
| ۳۸                               |               | کامران باقری لنکرانی (زادهٔ ۱۳۴۴)   |                       | ۲ شهریور ۱۳۸۴                | ۱۲ شهریور ۱۳۸۸ | نهم               | احمدی‌نژاد     | [ ۱۷ ]      |
| ۳۹                               |               | مرضیه وحید دستجردی (زادهٔ ۱۳۳۸)     |                       | ۱۲ شهریور ۱۳۸۸               | ۷ دی ۱۳۹۱      | دهم               | احمدی‌نژاد     | [ ۱۸ ]      |
| ۴۰                               |               | محمدحسن طریقت منفرد (۱۴۰۰–۱۳۲۵)    |                       | ۷ دی ۱۳۹۱                    | ۲۷ اسفند ۱۳۹۱  | دهم               | احمدی‌نژاد     |             |
| ۴۰                               | ۲۷ اسفند ۱۳۹۱ | محمدحسن طریقت منفرد (۱۴۰۰–۱۳۲۵)    | ۲۴ مرداد ۱۳۹۲         |                              |                | دهم               | احمدی‌نژاد     |             |
| ۴۱                               |               | سید حسن قاضی‌زاده هاشمی (زادهٔ ۱۳۳۸) |                       | ۲۴ مرداد ۱۳۹۲                | ۱۳ دی ۱۳۹۷     | یازدهم            | روحانی        | [ ۱۹ ]      |
| ۴۱                               | دوازدهم       | سید حسن قاضی‌زاده هاشمی (زادهٔ ۱۳۳۸) | [ ۲۰ ]                | ۲۴ مرداد ۱۳۹۲                | ۱۳ دی ۱۳۹۷     |                   | روحانی        |             |
| ۴۲                               | دوازدهم       |                                    | سعید نمکی (زادهٔ ۱۳۳۷) |                              | ۱۳ دی ۱۳۹۷     | ۱۵ بهمن ۱۳۹۷      | روحانی        | [ ۲۱ ]      |
| ۴۲                               | دوازدهم       | ۱۵ بهمن ۱۳۹۷                       | سعید نمکی (زادهٔ ۱۳۳۷) | ۳ شهریور ۱۴۰۰                |                |                   | روحانی        |             |
| ۴۳                               |               | بهرام عین‌اللهی (زادهٔ ۱۳۳۷)         |                       | ۳ شهریور ۱۴۰۰                | ۳۱ مرداد ۱۴۰۳  | سیزدهم            | رئیسی         | [ ۲۲ ]      |
| ۴۴                               |               | محمدرضا ظفرقندی (زادهٔ ۱۳۳۷)        |                       | ۳۱ مرداد ۱۴۰۳                | متصدی          | چهاردهم           | پزشکیان       | [ ۲۳ ]      |

## زیرمجموعه‌ها
در دولت چهاردهم، زیرمجموعه‌های وزیر بهداشت به شکل زیر است:

### معاونین
| مقام                                     | متصدی           |
| ---------------------------------------- | --------------- |
| معاون کل و جانشین وزیر                   | علی جعفریان     |
| معاون آموزشی                             | سیدجلیل حسینی   |
| معاون بهداشت                             | علیرضا رئیسی    |
| معاون پرستاری                            | عباس عبادی      |
| معاون تحقیقات و فناوری                   | شاهین آخوندزاده |
| معاون توسعه مدیریت ، منابع و برنامه ریزی | طاهر موهبتی     |
| معاون درمان                              | سید سجاد رضوی   |
| معاون فرهنگی و دانشجویی                  | مسعود حبیبی     |
| معاون حقوقی و امور مجلس                  | سید مرتضی خاتمی |
| معاون و رئیس سازمان غذا و دارو           | مهدی پیرصالحی   |

### رؤسای سازمان‌ها
| مقام                     | متصدی          |
| ------------------------ | -------------- |
| رئیس سازمان اورژانس کشور | جعفر میعادفر   |
| رئیس سازمان بیمه سلامت   | محمدمهدی ناصحی |
| رئیس انستیتو پاستور      | رحیم سروری     |
| رئیس سازمان انتقال خون   | مصطفی جمالی    |